# Ligament transverse supérieur de la scapula
Le ligament transverse supérieur de la scapula (ou ligament coracoïdien ou ligament transverse de l’omoplate) est une bandelette fibreuse tendue entre l'extrémité médiale de l'incisure scapulaire et la base du processus coracoïde.
Le ligament transverse supérieur de la scapula transforme l'incisure scapulaire en foramen dans lequel passe le nerf supra-scapulaire. Au-dessus du ligament passent les vaisseaux supra-scapulaires,.

## Variation
Le ligament transverse supérieur de la scapula peut être complètement ou partiellement ossifié.
Le ligament peut également se diviser en formant un espace double dans l'incisure scapulaire.